# Lluís VI de França
Lluís VI de França, el Gras o el Batallador, (1081 - Bethisy, Picardia, 1137) va ser rei de França entre 1108 i 1137.

## Orígens familiars
Nascut a París al si de la dinastia Capet, fou el fill segon, el primer mascle, del rei Felip I de França i la seva primera esposa, Berta d'Holanda. Fou net per línia paterna d'Enric I de França i Anna de Kíev, i per línia materna de Florià I d'Holanda i Gertruda de Saxònia.

## Núpcies i descendents
Es casà el 1104 amb Llúcia de Rochefort, filla de Guiu II de Rochefort i Elisabet de Crecy. D'aquesta unió en nasqué una filla, la princesa Elisabet de França (1105-1175), casada el 1119 amb el seu cosí Guillem de Vermandois.
El 1107 Lluís VI de França aconseguí el divorci de la seva esposa per tornar-se a casar de nou. Es casà, en segones núpcies, el 4 de maig de 1115 a París amb Adelaida de Savoia, filla del comte Humbert II de Savoia i Gisela de Borgonya. D'aquesta unió nasqueren:
- el príncep Felip de França (1116-1131), mort d'un accident de cavall
- el príncep Lluís VII el Jove (1120-1180), rei de França
- el príncep Enric de França (1121-1175), bisbe de Beauvais i arquebisbe-duc de Reims
- el príncep Hug de França (v 1123- mort jove)
- el príncep Robert I de Dreux (1123-1188), comte de Dreux
- la princesa Constança de França (1124-1180), casada el 1140 amb Eustaqui IV de Bolonya i el 1154 amb Raimon V de Tolosa
- el príncep Felip de França (1125-1161), bisbe de París
- el príncep Pere de Courtenay (1126-1183), casat el 1152 amb Elisabet de Courtenay

## Ascens a la corona
Fou designat hereu i coronat rei el 1101, com manava la tradició capet en vida encara del monarca. A la mort del seu pare el 1108 el succeí a la corona francesa tot i l'oposició de la segona esposa del rei francès, Bertrada de Montfort. Aquesta intentà matar-lo en diverses ocasions per tal que el seu fill tingut amb el rei el pogués succeir.
Luis VI de França va estar a punt de caure en mans angleses durant la batalla de Bremule en 1119, a Normandia, contra l'exèrcit d'Enric I. Un soldat normand va aconseguir agafar les regnes del seu cavall i, eufòric, va cridar: "He capturat al Rei!". No obstant això, el monarca gal va colpejar enfuriat el seu captor i, mentre fugia, va dir: "Un rei mai pot ser capturat ni tan sols en els escacs!".
Fou un rei enèrgic, que va tenir com a col·laborador a l'abat Suger de Saint-Denis. Va passar la major part del seu regnat pacificant la regió d'Illa de França i combatent les incursions dels senyors feudals. Fou un hàbil administrador i va consolidar el patrimoni, concedint privilegis a les ciutats i va crear comunitats rurals, a les quals va atraure els pagesos mitjançant la concessió de franquícies.
Lluís VI el Gras morí l'1 d'agost de 1137 al castell de Béthisy, prop d'Amiens, sent enterrat a la catedral de Saint-Denis.